# Aneogmena fischeri
Aneogmena fischeri là một loài ruồi trong họ Tachinidae.